# Entourage
Entourage (br: Entourage ou Entourage: Fama e Amizade / pt: Entourage - Vidas em Hollywood) é uma série de televisão americana de comédia dramática produzida pela HBO e exibida desde 18 de julho de 2004. Criada por Doug Ellin, relata a ascensão à fama de Vincent Chase, um jovem astro de cinema, e seus amigos de infância do Queens, Nova York, enquanto eles percorrem o terreno pouco familiar de Hollywood, Califórnia.
No elenco estão os atores Kevin Connolly, Adrian Grenier, Jerry Ferrara, Kevin Dillon e Jeremy Piven, que foi indicado ao Golden Globe de melhor ator coadjuvante em comédia pela série. O ator e cantor Mark Wahlberg, produtor executivo do programa juntamente com Stephen Levinson, teve suas experiências como astro de cinema em ascensão utilizadas na concepção e nos roteiros da série, que aborda os temas da amizade e da vida em geral em Hollywood, e contou com a participação especial de diversas celebridades da vida real interpretando a si próprios. Reestreou no SBT no dia 21 de junho de 2011 no Tele Seriados.

## Desenvolvimento
De acordo com Mark Wahlberg, Entourage foi concebida inicialmente quando seu assistente o perguntou se ele podia filmar Wahlberg e seus amigos, chamando-os de "hilariantes". Outros relatos creditam a Eric Weinstein, um amigo de longa data de Wahlberg, a ideia de filmar o grupo de amigos do ator. Para abordar de maneira mais satírica o modo de vida de Hollywood, um enfoque fictício foi escolhido, no lugar de um documentário comum, de modo a manter o conteúdo leve, evitando mostrar diretamente o passado violento de Wahlberg.
Vincent Chase, o personagem principal do programa, foi concebido para ser mais parecido com Wahlberg, porém chegou-se à conclusão de que algumas de suas atividades (e de seus amigos), especialmente alguns elementos de seu passado criminoso, não funcionariam bem na televisão. Um enfoque mais leve foi então reprojetado para o personagem e a série em geral.
No entanto de acordo com Donnie Carroll, que teria sido a inspiração para o personagem de Turtle, a ideia de um programa que mostrasse um ator e seu grupo de amigos teria vindo dele. Teria se originado como uma ideia para um livro, centrado na própria vida de Carrolll e em suas experiências com Wahlberg, intitulado From the 'Hood to Hollywood, A Soldier's Story. A série ganhou uma espécie de "Remake Infantil", chamado Austin & Ally, do canal Disney Channel.

## Elenco e personagens
A série gira em torno de Vincent "Vinny" Chase (Adrian Grenier) e seu melhor amigo e empresário, Eric Murphy (Kevin Connolly). "E", como seus amigos o chamam, é baseado no amigo de Wahlberg e produtor executivo do filme, Eric Weinstein. Também teria sido inspirado pelo próprio empresário de Wahlberg, Stephen Levinson.
O irmão mais velho de Vincent, Johnny "Drama" Chase (Kevin Dillon), é também seu chef pessoal, além de personal trainer e guarda-costas. Johnny é um ator decadente que anos antes havia atuado em um programa fictício chamado Viking Quest, e vê seu papel num novo programa, Five Towns, ressuscitar sua carreira e sua fama. Este personagem é baseado em Johnny "Drama" Alves, primo de Mark Wahlberg que Donnie Wahlberg que havia sido contratado se para manter seu irmão mais novo longe de problemas.
Finalizando a entourage de amigos está Salvatore, conhecido como "Turtle" (Jerry Ferrara) - "Tartaruga" em inglês - outro amigo de infância de Vince. Seu papel oficial no grupo é o de motorista e assistente de Vinny, embora seu valor nas funções seja com frequência questionado. O personagem é baseado no ex-"gofer" de Mark Wahlberg, Donnie Carroll, "Donkey" ("Burro"). Carroll fez o teste para o papel de Turtle, porém seu sotaque bostoniano fez com que fosse recusado para o papel quando se decidiu que os atores teriam de ser nova-iorquinos. Carroll morreu em 18 de dezembro de 2005, após um ataque de asma.
Ari Gold (Jeremy Piven) é o agente ríspido porém cativante de Vince. O papel trouxe várias nomeações e prêmios Emmy a Piven. Ari é baseado no verdadeiro agente de Wahlberg, Ari Emanuel.
Connolly, Grenier, Dillon, Ferrara e Piven foram creditados na abertura de cada episódio desde o primeiro da primeira temporada. Debi Mazar, que teve um papel recorrente de destaque como Shauna, a RP de Vince, na primeira temporada, começou a ter seu nome inserido entre os créditos de abertura na segunda temporada. Suas aparições na terceira temporada foram limitadas devido à sua gravidez, e Mazar acabou por fazer sua última aparição como membro regular do elenco no episódio 42. Posteriormente apareceu, durante a quarta, quinta e sexta temporada, nas quais foi creditada como uma participação especial. A sra. Ari (Perrey Reeves) e Lloyd (Rex Lee) tiveram papéis recorrentes nas primeiras duas temporadas; a partir da terceira, Reeves e Lee passaram a ser creditados como "estrelando", nos créditos finais, apenas nos episódios em que apareciam. Após Debi Mazar se afastar por licença-maternidade, Reeves substituiu Mazar nos créditos da abertura (a partir da quarta temporada), e Rex Lee na quinta temporada. Ainda na quarta temporada, o personagem recorrente interpretado por Rhys Coiro, o diretor Billy Walsh, recebeu uma participação maior na trama, e passou a ser creditado como "estrelando" nos seis primeiros episódios da temporada. Quando seu personagem retornou, no entanto, no episódio 52, recebeu novamente os créditos de uma participação especial. Gary Cole também foi um convidado especial na quinta temporada como o agente Andrew Klein, e a partir da sexta temporada foi creditado também como "estrelando" nos créditos finais. A atriz canadense Emmanuelle Chriqui interpretou a namorada esporádica de E, Sloan McQuewick (filha do personagem de Malcolm McDowell, o arquirrival de Ari Gold, Terrance McQuewick) como uma convidada especial recorrente da segunda à quinta temporada, e a partir da sexta temporada passou a figurar entre os créditos finais.

### Personagens recorrentes e participações
Entourage teve diversos personagens recorrentes, alguns fictícios, como Malcolm McDowell interpretando Terrence McQuewick, enquanto outros atores, como Mandy Moore e Seth Green, interpretaram a si mesmo em situações fictícias (muitas vezes como paródias deles próprios).
A série também apresenta pelo menos uma celebridade como convidado especial por episódio. Entre os nomes que já apareceram estão Dean Cain, LeBron James,  Matt Damon, Tom Brady, Scarlett Johansson, Jimmy Kimmel, Sarah Silverman, Martin Scorsese, Gary Busey, Bob Saget, James Cameron, Jessica Alba, Christina Aguilera, Bow Wow, T.I., 50 Cent, Eminem, John Stamos, Sasha Grey, Mike Tyson, Jessica Simpson, Stan Lee, Aaron Sorkin, Mark Wahlberg, Zac Efron, entre outras celebridades.

## Episódios
O primeiro episódio recebeu o título de "Entourage", e foi ao ar em 18 de julho de 2004. O programa completou sua sexta temporada em 4 de outubro de 2009.
Em 3 de dezembro de 2009 o ator Mark Wahlberg, produtor-executivo da série, anunciou que um filme seria feito após o fim da série, planejado para o fim da oitava temporada. O filme foi lançado no dia 3 de junho de 2015, porém ele fracassou na crítica e nas bilheterias.

## Temas e características

### Amizade masculina
Um tema recorrente de Entourage é a força da camaradagem masculina e sua importância em relação ao trabalho. O criador da série, Doug Ellin, afirmou que a série funciona "porque fala da amizade entre homens. O fato de se passar em Hollywood é divertido, porém ela fala mesmo sobre a relação entre esses caras." Ellin também acrescentou, posteriormente: "No fim das contas, o tema do programa é a amizade e a família. Os personagens podem ter o bling!, porém são caras com os pés no chão, que tomam conta uns dos outros. Esse é o esqueleto central do programa. Se fosse apenas sobre modos de vida fantasiosos, não haveria identificação com o público."
Este ponto de vista foi corroborado por Jeremy Piven, que interpreta o agente de talentos Ari Gold: "Se fosse apenas um programa sobre a realização de sonhos e caras conseguindo transar porque seu melhor amigo ficou famoso, não seria tão interessante."
Para formar uma ligação maior entre os atores, apenas intérpretes ligados à cidade de Nova York foram escolhidos.

### Modo de vida de Hollywood
Os episódios de Entourage têm como foco, além da amizade entre os quatro personagens principais, seu modo de vida em Hollywood e, mais especificamente, as diversas festas, eventos e estreias de filmes que eles frequentam, bem como as vantagens e desvantagens de ser um astro - ou estar ligado a um - na condição social desta pessoa. Para dar mais credibilidade às situações e locações da série, a maior parte dos episódios conta com pelo menos uma celebridade como convidado especial.

## Recepção
Entourage recebeu críticas positivas da imprensa especializada, obtendo a marca de 73/100 pela sua terceira temporada e 70/100 pela quinta  no site Metacritic, que agrega as críticas de diferentes veículos de mídia.

## Prêmios e indicações
O programa foi indicado para 24 prêmios Emmy do primetime, tendo vencido-o por quatro vezes: três para Jeremy Piven, por sua atuação como Ari Gold, e uma categoria técnica. Também foi indicado por doze vezes para o Globo de Ouro, e venceu um deles para Jeremy Piven. Foi indicado também para seis prêmios do Screen Actors Guild, quatro do Writers' Guild of America e três do Producers' Guild of America Award.

## Exibição internacional
| País                 | Emissora                                     | Obs. |
| -------------------- | -------------------------------------------- | --- |
| África do Sul        | Vuzu                                         | |
| Alemanha             | Fox                                          | Fox Channel é a transmissora, na TV paga, das plataformas Sky Deutschland e Arena-Sat                                                                            |
| Argentina            | HBO                                          | |
| Austrália            | Arena                                        | Exibida pela primeira vez |
| Austrália            | SBS One                                      | |
| Bélgica              | HBO                                          | |
| Bósnia e Herzegovina | HBO Adria                                    | |
| Brasil               | HBO Plus e SBT                               | |
| Bulgária             | Fox Life                                     | |
| Canadá               | HBO Canada                                   | O programa vai ao ar no mesmo horário da estreia de novos episódios na HBO (8:30pm EST).                                                                         |
| Canadá               | The Movie Network                            | O programa foi ao ar no mesmo dia que as estreias da HBO até 26 de outubro de 2008.                                                                              |
| Canadá               | Citytv                                       | Mostrou reprises editadas (sem nudez, menos linguagem obscena) até a terceira temporada; seus direitos foram transferidos para a CTVglobemedia a partir de 2008. |
| Canadá               | Bravo!                                       | Mostrou reprises editadas até a quarta temporada. |
| Canadá               | MuchMore                                     | |
| Canadá               | V télé                                       | Começou a transmitir em francês a partir de 3 de junho 2009. |
| Chile                | HBO                                          | |
| China                | CCTV                                         | chinês: 明星伙伴 |
| China                | HBO Asia                                     | Inglês com legendas em chinês, temporadas 1~5 |
| Croácia              | HBO Adria                                    | |
| Dinamarca            | TV2 Zulu, Canal+                             | Entourage é transmitida pelo Canal+ em diversos países da Escandinávia.                                                                                          |
| Eslovênia            | HBO Adria                                    | |
| Espanha              | Canal+, La Sexta                             | |
| Filipinas            | ETC Entertainment Central, Jack TV, HBO Asia | |
| Finlândia            | SubTV, Canal+                                | Inglês com legendas em finlandês. |
| França               | TPS Star                                     | |
| França               | W9                                           | Deixou de ser exibida após o fim da primeira temporada. |
| Hungria              | Comedy Central                               | |
| Índia                | HBO                                          | |
| Irlanda              | RTÉ                                          | |
| Islândia             | Stöð 2                                       | |
| Israel               | Yes stars Comedy                             | Entourage é transmitida pela Yes (Israel) |
| Itália               | Jimmy, FX, Rai 4                             | |
| Japão                | Fox Life HD                                  | |
| México               | HBO, Canal 5                                 | Televisa: Reprises |
| Noruega              | TV3 e Canal+                                 | |
| Nova Zelândia        | TVNZ                                         | TV2 |
| Nova Zelândia        | Comedy Central                               | Estreou em abril de 2009. |
| Oriente Médio        | Super Comedy, MBC Action                     | Super Comedy es parte da Orbit Cable Network |
| Países Baixos        | Comedy Central                               | Retornou em 2007 ao país, transmitida pela BNN |
| Paquistão            | HBO, Super Comedy                            | |
| Peru                 | HBO                                          | |
| Polónia              | HBO2                                         | |
| Portugal             | SIC, MOV                                     | Começou a ser emitida na SIC a 21 de Outubro de 2007 e deixou de ser transmitida após a primeira temporada.                                                      |
| Reino Unido          | ITV4                                         | |
| Roménia              | HBO                                          | |
| Rússia               | MTV Russia                                   | em russo: Красавцы, estreou em 13 de outubro de 2008. |
| Sérvia               | HBO                                          | |
| Singapura            | HBO Asia                                     | |
| Suécia               | SVT, Canal+, TV6                             | |
| Tailândia            | HBO Asia                                     | HBO na UBC. Editada (sem nudez e linguagem obscena), em inglês com legendas em tailandês.                                                                        |
| Taiwan               | HBO Asia                                     | chinês: 我家也有大明星 |
| Turquia              | ComedyMax                                    | Inglês com legendas em turco, temporadas 1-6 |
| Uganda               | NTV                                          | Terceira temporada foi ao ar em dezembro de 2008. |
| Venezuela            | HBO                                          | |